# Influencia del volapük en el esperanto
Se considera que el volapük, la lengua construida de Johann Martin Schleyer creada en 1879, tuvo una posible influencia sobre la lengua construida esperanto de L. L. Zamenhof, creada en 1887. Se pueden distinguir diversas, posibles, influencias del volapük en el esperanto en los campos de vocabulario, sufijo, gramática y en el sistema de verbos.

## Declaraciones de Zamenhof acerca del Volapük
Zamenhof en varios lugares resaltó, que el Esperanto había evolucionado de forma totalmente independiente del volapük. Su primer proyecto de proto-esperanto apareció en 1878, un año antes que el volapük, por consiguiente, el volapük no influyó en la idea básica o la gramática básica del Esperanto, pero, Zamenhof ciertamente conoció el proyecto volapük después de 1879, de hecho, él abonaba a una revista de volapük: "Volapük: Gased al pakam Volapüka". Zamenhof dijo:

Cuando la mayor parte de mi trabajo estaba ya finalizada, entonces en la escena apareció el volapük (...)
 Artículo en La Esperantisto, 1889

Posiblemente Zamenhof conoció muy tarde el proyecto, debido a que el Movimiento Volapükista llegó al Imperio ruso sólo entre 1885 y 1886. Antes de eso, él debió de conocer la lengua a través de gacetas, El mismo Zamenhof declaró:

Busque vanamente en todo el libro del señor Schleyer (...)

Y

Ahora excavo en todo el libro del señor Schleyer...

Según muchos volapükistas, el esperanto "robó" del volapük la idea de una gramática sencilla. Zamenhof simplemente escribió, que no sería muy sabio construir una lengua artificial conteniendo en ella una gramática complicada, además, la gramática del Esperanto es, sin lugar a dudas, mucho más fácil y sencilla que la gramática del volapük.

## Influencia en el vocabulario
Algunas influencias del volapük se encuentran en la versión del proto-esperanto. Esas influencias se pueden observar en la tendencia a un sistema unisilábico el diccionario fundamental. He aquí algunos ejemplos donde se muestra la influencia del volapük a tener pocas sílabas:
| Esperanto moderno | dialecto de 1881 | Español       |
| ----------------- | ---------------- | ------------- |
| trankvila         | kvila            | tranquilo/a   |
| amiko             | miko             | amigo         |
| sinagogo          | engo             | sinagoga      |
| infano            | fano             | infante, niño |
| facila            | fala             | fácil         |
| eleganta          | luga             | elegante      |
| demandi           | mandi            | preguntar     |
| aromo             | romo             | aroma         |
| kolekti           | keli             | colectar      |
| ekstrema          | trema            | extremo/a     |
| respondí          | pondi            | responder     |

Gaston Waringhien concluye:

Con nuestro detallado análisis podemos concluir [la constancia], que en el dialecto de 1881 el joven Zamenhof profundamente recibió la influencia del volapük aparecido en 1879, cuyo principal rasgo esta en justamente el sistema de volver unisilabo las raíces de las lenguas naturales. Pero él sabía sin embargo evitar las deformaciones extremas, que ridiculizan la lengua de Schleyer: nim en vez de la latina animal, plim por el francés compliment, nol por el inglés knowledge, o inclusive sül por la francesa ciel; Y precisamente él conservó este trato hacia las palabras comunes, pero dejó sin cambio la verdadera esencia internacional.

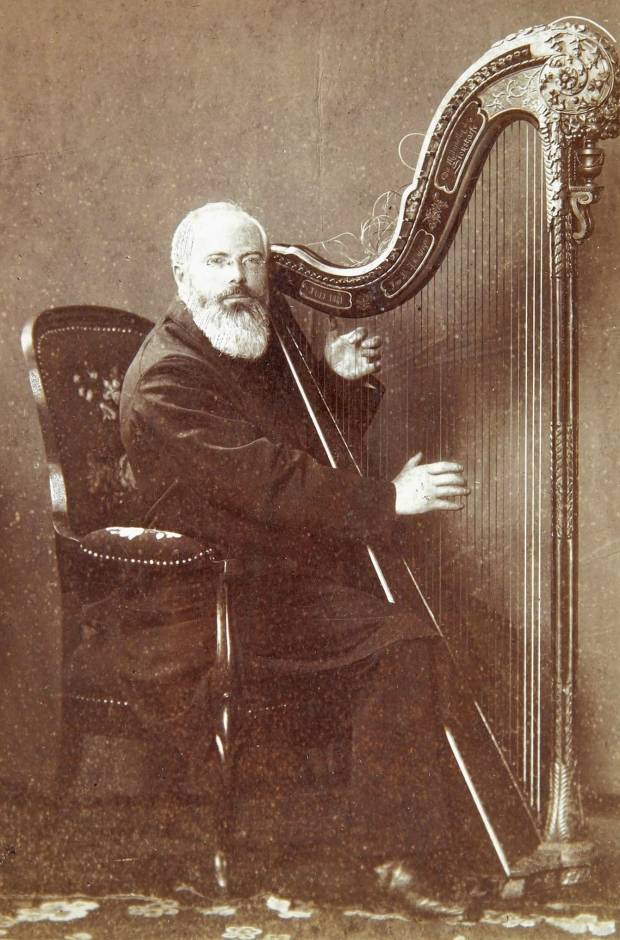
Martin Schleyer, creador del Volapük.

Rápidamente Zamenhof se resignó de acortar las raíces de una forma totalmente arbitraria. Sin embargo en su proyecto 1887 él conservó algo de ello, cuando según él eso aportaba un beneficio lingüístico, ejemplo de ello son las palabras spirito y sprito. El no admitió la influencia del Volapük, pero si del hebreo:

También el autor del Esperanto deseó, que las palabras en ese idioma fueran lo menos largas posible, y que la expresión de pensamientos en ella fuera al menos tan corta como en el hebreo. Pero algunas cosas importantes no le ayudaron con la realización de su deseo: Las palabras debían poderse comprender claramente mientras se hablaba, una de la otra, y el número de palabras aprendidas debían ser lo más cortas posible
La Esperantisto, n. 68

### Influencia en la elección las orígenes de las raíces
Bernard Golden hace notar que otra influencia del Volapük en el Esperanto, la elección de los idiomas de los cuales se tomarían las raíces: El proto-esperanto tenía muchas más características latinas que el Esperanto de 1887, y la elección de las raíces germanas en Esperanto está posiblemente influencia en las raíces germanas del Volapük.

### Influencia en la 15 regla
La 15 regla de la Gramática del esperanto es la única o al menos la más importante "puerta de entrada" para nuevas palabras en el Esperanto.
En palabras de Bernhard Pabst:

...históricamente la 15 regla del esperanto es una reacción a la experiencia del Volapük, quien rápidamente se volvió rígido, debido a que su creador, Schleyer, procuró monopolizar las decisiones sobre la evolución del idioma para sí mismo.

Zamenhof dijo:

En Volapük [...], toda nueva y necesitada palabra no debe insoslayablemente ser creada por el autor[...] Esto no solo da un grandísimo número de palabras totalmente superfluas para el aprendizaje, si no que cada página de la evolución del idioma siempre dependa de su autor o de su academia. Mientras que en Esperanto, gracias a la total independencia de la gramática sobre el diccionario y gracias a la regla, de que toda palabra "extranjera", que ya de por si sea internacional, sea usada sin cambios al igual que en otras lenguas, no solo muchas de las palabras no necesitan ser aprendidas, sino que la lengua recibe la posibilidad de desarrollarse siempre más y más, sin ninguna dependencia del autor o de cualquier academia.
Esenco kaj estontenco de la ideo de lingvo internacia

Sin embargo, esto no es garantía que la regla haya sido creada por influencia del volapük.

## Influencia en los sufijos
Existe una regla en volapük, que tiende a crear sufijos que empiecen por vocal y terminen en consonante. Al parecer, Zamenhof se inspiró en el volapük, cuando él creó sus sufijos: También en Esperanto comienzan con vocal y finalizan en consonante. La gran diferencia radica en que en volapük los sufijos están creados de manera arbitraria, mientras que en Esperanto están inspirados de sufijos o palabras, que existen en las lenguas naturales. Otra influencia del volapük en el Esperanto, es la necesidad de un sufijo para los nombres de países (-uj- o -i-).

### Sufijos -UJ- e -I-
En Lingvo kaj Vivo (Lengua y Vida) Waringhien dice, que: 

el sufijo -uj- es algo único en Esperanto: Ningún otro sufijo tiene tres significados tan diversos, ningún otro presenta una curiosidad así. que su propio uso responda solo a uno de los tres: El ujo ruso es algún tipo de vazo, olla, etc... usada por rusos, no es ni un árbol ruso ni un país ruso.

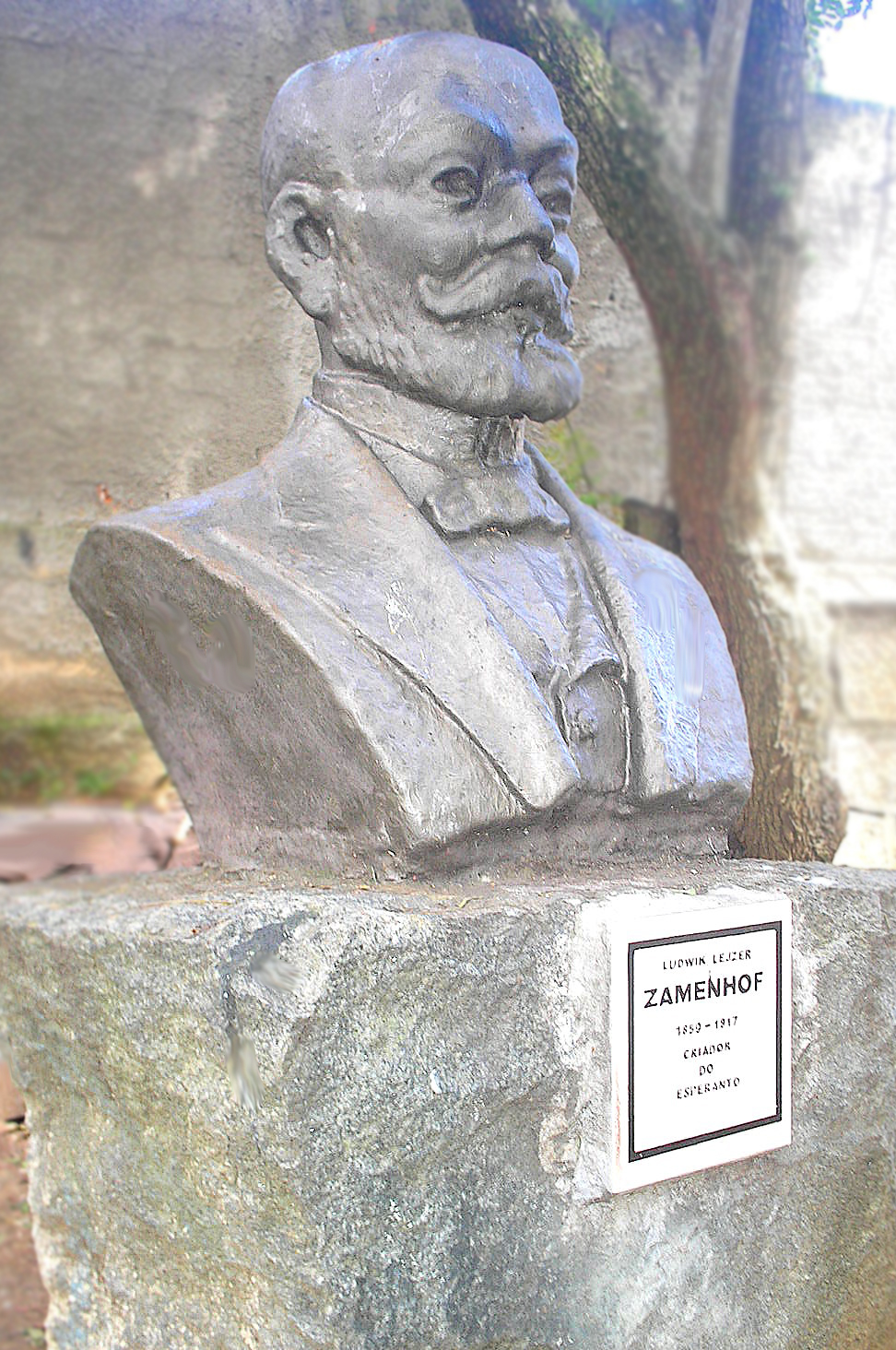
Monumento a Zamenhof, creador del Esperanto, en Curitiba, Brasil.

Según Claude Gacond y Andrée Gacond, difícilmente se comprende el uso de Zamenhof del sufijo -uj-, si uno no observa el volapük. En esa lengua los nombres de los países finalizan en "än": Bélgica es Beljän ; Portugal, Bodugän; Dinamarca, Dän; Alemania, Deutän; Alsacia, Elsasän: Francia, Flentän; Grecia, Glikän; Suiza Jveizän. este sufijo än es una abreviación de la raíz "län", que corresponde a Tierra o País (los sufijos comienzan por vocal y terminan en consonante por lo tanto el sufijo para los países no puede ser län). De hecho en volapük se diría para estos nombres: Belgland, Portugalland, Danland, Germanland, Alzacland, Francland, Grekland, Svisland, si se quiere hacer una comparación con las raíces del esperanto. Según el autor, Zamenhof, quien buscaba para la forjada lengua de ese entonces un medio, que regulara la formación de palabras, no pudo ni remarco el sufijo än. Sabemos, gracias a la aclaración extraída de Gaston Waringhien, como Zamenhof forjó el sufijo -uj-. Ese sufijo no significa, como en volapük, país, reino o territorio, si no contenedor. Esto conducirá a inesperadas consecuencias.
En volapük las raíces no tiene un significado propio como en Esperanto. Adquieren un significado específico solo cuando los completan afijos específicos. Brit para significar "Británico" (gentilicio) debe recibir el sufijo el: Britel entonces significa británico. Para decir Inglaterra (Britio en Esperanto) se debe usar el sufijo de países än: Britän; para obtener el adjetivo "británico" (En esperanto brita) se debe usar el sufijo de adjetivos ik: Britik. En resumen, de la raíz neutra brit el volapük forma a través de sufijos específicos Britel = británico, Britän = Inglaterra y Britik = británico (adjetivo). Por ejemplo para Brasil, primero la raíz de ese país era Basil, después se le agregó la letra r y se hizo Brasil en la reforma de Arie de Jong. A Britel = británico responde Brasilel = brasileño; a Britän = Inglaterra responde Brasilän = Brasil y a Britik = británico corresponde Brasilik = brasileño. Como se puede constatar, este paralelismo no existe en Esperanto, la estructura del esperanto no lo permite. La raíz brit en esperanto significa las personas que viven en ese territorio, hablan la lengua del territorio (inglés), etc. La raíz brazil sólo define algún territorio. En volapük la raíces brit y brasil no tienen ningún significado.
| Volapüko | Esperanto            | Español | Volapüko | Esperanto  | Español                 | Volapüko | Esperanto | Español                   | Volapüko | Esperanto | Español               |  |
| -------- | -------------------- | ------- | -------- | ---------- | ----------------------- | -------- | --------- | ------------------------- | -------- | --------- | --------------------- |  |
| brit     | brit (persona)       | -       | Britel   | brito      | británico (gentilicio)  | Britän   | Britio    | Inglaterra (Gran Bretaña) | Britik   | brita     | británico (adjetivo)  |  |
| kolumb   | kolombi (territorio) | -       | kolumbel | kolombiano | colombiano (gentilicio) | Kolumbän | Kolombio  | Colombia                  | Kolumbik | kolombia  | colombiano (adjetivo) |  |

Eso no lo comprendió inmediatamente Zamenhof, opina el autor. Hasta el periodo del  primer congreso universal de Esperanto, él uso el sufijo -uj- como los volapükistas usaban el sufijo än. Britujo, Brazilujo, dos formas, las cuales le parecían a él lógicas. De hecho Britlando Brazillando sería también lógicos, pero Brazilujo fue verdaderamente un idiotismo, un pecado contra la lógica de la lengua misma. Britujo es aceptable, pues se puede imaginar un lugar que contenga británicos (Brit es británico en el sentido del gentilicio). Pero no se puede imaginar un lugar que contenga específicamente al territorio de Brasil.
Las palabras en volapük Bolivän, Nedän, Rilän, Sürän, Kanän, que de hecho significan Bolivialandia, Nederlandia, Irlandia, Sirilandia, Palestinalandia, si uno quiere compararlas con las raíces del esperanto, resultan lógicas en el sistema del volapük. En Esperanto el uso ciego como lo hizo Zamenhof, daría algunos idiotimos, como serían: Bolivujo, Holandujo, Irlandujo, Sirujo, Palestinujo.
En volapük el sufijo än, que significa "país, reino o territorio", no sólo sirve para formar los nombres de los países, si no también de otros conceptos no geográficos, que era totalmente lógicos para la lengua. Con la raíz fat (padre), el volapük pudo lógicamente formar fatän, que significa "Patria". Zamenhof intentó imitar esa palabra con otra de su invención patrujo. Para Gacond, eso forma uno de los idiotismos más diseminados en el Esperanto.
El sufijo -i- es el verdadero equivalente de än en el volapük,  Por eso en SAT se habla acerca de Brazilio, Kanadio y patrio. Esa construcción es totalmente lógica. Brazilio o Kanadio no significarían el país de los brasileños o canadienses, como dicen algunos críticos, sino Brasillandia o Canadalandia. Y la palabra patrio es una buena solución para el idiotismo patrujo.

## Influencia en la gramática

### Influencias en las formas de preguntar
A falta una manera universal para expresar la diferencia entre las indicaciones y las preguntas. Zamenhof eligió, no al azar, usar la partícula ĉu. El bien sabía acerca de dos lenguas que usaban morfemas para preguntar: en el polaco se usa czy y en el ruso li. Es de notar, que Schleyer eligió el morfema ruso y lo modificó un poco y eclectizando la función de la lengua origen. En volapük se hace una sílaba unida por un guion con el verbo u otra palabra.
- a. Labob-li? (¿Tengo yo?)

Pero, si se unen un grupo consonante consistente en dos "L" o tres consonantes, la partícula se pone después del verbo y se une con un guion.
- b. Li-ogoloms? (¿Te iras?)

Zamenhof sin embargo, prefirió usar la partícula polaca. Con la forma ĉu apareció ya en 1881-1882 en un texto de la segunda etapa del proto-esperanto. Al igual que la partícula polaca czy, ĉu se coloca al principio de la frase. De esa forma Zamenhof evitó la necesidad de una tercera forma de formular preguntas, como la inversión del orden de las palabras como ocurren en el idioma alemán.

### Influencia en los correlativos
Gaston Waringhien  también remarca la probabilidad de que la tabla de palabras, hoy llamadas correlativos, hecha por Zamenhof, tenga una similitud con muchas otras tablas del volapük.
En volapük está la palabra ki, la cual está definida como prefijo de pregunta. En volapük el radical de adjetivo es -ik. Equivalente en Esperanto por a. Usando la letra sonora m el volapük forma la palabra de pregunta kimik, al cual representa un adjetivo. Con equivalencia en el Esperanto de kia El cual también es un adjetivo. La finalización del volapük para adverbio es o; Kimiko. Con equivalente en Esperanto de kiel, ambos representan adverbios.
El volapük tiene un sufijo para tiempo, que el esperanto no conoce. El sufijo üp permite formar palabras de preguntan, las cuales esperan una respuesta de tiempo: kiüp, que como equivalente en esperanto tendría kian, que luego evolucionaría a kiam. En volapük "causa" es kod, esta raíz permite formar otra partícula de pregunta para las causas: kikod, cuyo equivalente en Esperanto es kial. Kiom del Esperanto se traduce en volapük por kimna, que incluye la partícula /na numeral que no posee el Esperanto.
El paralelismo se hace también muy chocante, cuando se remarca, que en el volapük las partículas demostrativas se forman por los prefijos at- y et-, equivalente en esperanto por ti-. A las formas en volapük de 'atos y etos corresponden en Esperanto ĉi tio y tio.
La negación se forma en Volapük con n-; A la forma en Volapük nos corresponde la forma en Esperanto nenio.
La gran diferencia entre el volapük y el esperanto está en que en el volapük estos afijos no solo son usados para la formación de estos correlativos. En ese idioma a la pregunta kiüp (cuando) se puede responder cilüp. En Esperanto si esto se hiciera daría: Kiam? > Infanam. Infanam significaría en el tiempo de la niñez o infancia.
El volapük tiene un sufijo para lugar, parecido al -ej- en el Esperanto. Este sufijo öp permite construir partículas de pregunta para lugares: kiöp, cuya correspondencia en Esperanto seria kiej. A causa del acusativo Zamenhof debió cambiar kiej por kie, por eso el debió transformar kie en kiel.
| Volapük | Esperanto | Volapük | Esperanto   | Español  |
| ------- | --------- | ------- | ----------- | -------- |
| -ik     | -a        | kimik   | kia         | Cuál     |
| -iko    | -e        | kimiko  | kiel        | Cómo     |
| -üp     | -am       | kiüp    | kiam        | Cuando   |
| -öp     | (-ej-) -e | kiöp    | kiej -> kie | Donde(s) |
| kod     | -al       | kikod   | kial        | Por qué  |
| -na     | -om       | kimna   | kiom        | Cuanto   |
| et-     | ti-       | etos    | tio         | Eso      |
| at-     | ĉi ti-    | atos    | ĉi tio      | Esto     |
| n-      | nen-      | nos     | nenio       | Nada     |

## Influencia en el sistema verbal
Bernard Golden exploró la influencia del volapük en Zamenhof. Para él es evidente que el volapük influenció al Esperanto, posiblemente en su forma más clara, cuando trata sobre la vocales características de la conjugación de los verbos.
En volapük el presente es mostrado por una vocal -a; imperfecto con - ä, pretérito con - e, pretérito pasado perfecto con - i; futuro con -o, pretérito futuro con - u, etc. Se remarca, que al menos algunos indicadores de tiempo en el volapük que tienen vocal, no se encuentran en el proto-esperanto de 1881-1882, pero se encuentran en el Esperanto de 1887 (La forma imperfecta con -e – parecida a la letra -ä del mismo tiempo en volapük - posiblemente existió en algunas frases en el Esperanto, pero ha desaparecido).
No se puede saber si el sistema temporal de vocales del volapük influenció verdaderamente la elección de los valores para esos mismos tiempos en el Esperanto de 1887. De hecho, se podría decir los mismo bajo la lógica del orden de las cinco vocales a, e, i, o, u (presente, imperfecto, preterido, futuro, imperativo), sin embargo eso no aclara la combinación de exactamente esas vocales con los justo sus respectivos tiempos. Se puede también imaginar, que el sistema de vocales de otros sistemas de otras lenguas, podrían haber influenciado esa elección.
| Tiempo gramatical | Volapük | Esperanto de 1881 | Esperanto actual   |
| ----------------- | ------- | ----------------- | ------------------ |
| presente          | [-a]    | -é -enta -ita     | a (-as -ata -anta) |
| imperfecto        | -ä      | -á                | -ad                |
| pretérito         | -e      | -u -aga -assa     | i (-is -ita -inta) |
| perfecto          | -i      |                   | i (-is -ita -inta) |
| futuro            | -o      | -uj               | o (-os -ota -onta) |
| pretérito futuro  | -u      |                   | o (-os -ota -onta) |
| condicional       |         | -as               | -us                |
| imperativo        |         | -ó                | -u                 |
| infinitivo        |         | -i                | -i                 |